# バッカス (カラヴァッジョ)
『バッカス』（伊: Bacco, 英: Bacchus）は、1596年ごろにイタリアのバロック期の巨匠、ミケランジェロ・メリージ・ダ・カラヴァッジオ（1571年-1610年）が制作した油彩画で、フランチェスコ・マリア・デル・モンテ枢機卿から依頼された作品である。ブドウとブドウの葉を髪につけ、ゆるく身体を覆った衣服の引きひもを指で弄びながら、古代風に身体を傾けているバッカスを表現している。前の石のテーブルには、果物の籠と赤ワインの大きなデカンタがある。バッカスは同じワインの浅いゴブレットを差し出し、鑑賞者を自分の方に誘っている。本作は現在、フィレンツェのウフィツィ美術館に所蔵されている。

## 主題
ディオニュソスとしても知られるバッカスは、古代ギリシアのワイン、酩酊、出産、演劇の神であった。自分を賞賛する人々には陽気で、親切でありながら、自分の邪魔をする人々には残酷で、いたずら好きであることで知られている。ギリシャ神話の情景は貴族の私的空間でよく見られるものであり、古典的なイメージは依頼主の興味や勝利を物語るために使用された。本作の依頼主は人生の良い面を尊び、バッカスを富と過剰さの完璧な象徴と見なしたのかもしれない。

## 解釈
カラヴァッジョは、バッカスを描写しようとしているだけでなく、バッカスに扮した少年も描いている。この情景は、肉欲に身を委ねるよう鑑賞者を誘う官能的なものである。少年は若くてハンサムで、身体はふっくらとしていながらも筋肉質である。少年は、意味のある目つきで自分に近づくよう鑑賞者を誘惑しており、自分の衣服を身に着けたままにしようとしてはいない。籠の中には、破裂したザクロと腐ったリンゴが入っている。カラヴァッジョはこれらの要素を一緒に使用して、ヴァニタスの主題を暗示している。若さと喜びは儚いものである。すべてが滅び、腐敗していくことになる。また、腐ったリンゴが単に発酵を表している可能性もあるが、発酵が文字通り腐敗することだけでなく、不適切な発酵が人間の腐敗としても示唆されている。
絵画に感じられる男色的エロチシズムは、カラヴァッジョが若いモデルに対する自分自身の恋愛感情を仄めかしているのかもしれない。 16世紀には、少年と同性愛関係にあることは非難されることではなかった。カラヴァッジョの依頼主や仲間の芸術家の多くは、彼の行動に目をつぶって、その作品を支援し続けたのである。美術史家のドナルド・ポスナーは、絵画の男色的エロチシズムが、デル・モンテ枢機卿の性的指向と、枢機卿の内輪の少年たちとの関係を実際に仄めかしているものだと感じた。

## 依頼
『バッカス』は、カラヴァッジョが最初の重要な後援者であったデル・モンテ枢機卿の住居、マダーマ宮に入居した直後に描かれ、枢機卿の薫陶を受けたサークルの人文主義的な興味を反映している。カラヴァッジョは1596年にマダーマ宮に移り、5年間枢機卿の客人であった。枢機卿は芸術への情熱を持ち、カラヴァッジョに『メデューサ』を含む複数の絵画の制作を求めた。枢機卿は古代のギリシャ神話のファンであり、寓話的なイメージを使用して、芸術、音楽、演劇に関する自分の知識を知らしめた。バッカスとメデューサはどちらも枢機卿からメディチ家に寄贈され、以降ずっとフィレンツェにある。デル・モンテ枢機卿の初期の支援と指導により、カラヴァッジョは富と認知を得たが、枢機卿は画家の最も重要な後援者の一人となった。

## モデル
『バッカス』のモデルは、実際にはカラヴァッジョの弟子であり恋人であった、マリオ・ミンニーティであったのかもしれない。マリオ・ミンニーティは『奏楽者たち』、『果物籠を持つ少年』、『占い師』、『リュート奏者』、『聖マタイの召命』でモデルを務めた。カラヴァッジョとミンニーティの関係は性的なものであるという憶測があり、ミンニーティがモデルを務めた絵画は男色的エロチシズムの特質を持っていると見なすことができる。特にバッカスでは、衣服が滑り落ちている間に、寛いでいるモデルがワイングラスと熟した果物の籠を持って、鑑賞者を誘っているのである。カラヴァッジョは、モデルを含む場面の舞台化と、モデルに衣装を着せて描くことで知られており、カンヴァスに絵具を塗る前に自分の心に浮かんだ場面をスケッチする必要はなかった。
ジョヴァンニ・バッリオーネなどの一部の批評家は、カラヴァッジョが自分自身をモデルにしたと信じていた。 1595年、カラヴァッジョは24歳であり、この作品のために自身の若々しさを以って演じることができたであろう。バッカスは、明らかに面倒なことでありながら、左手でワインを差し出している。このことにより、カラヴァッジョは鏡を使って自分自身を助け、現実を描写したため素描をする必要がなかったという憶測を生んだ。カラヴァッジョは、眼前にモデルがいなければ人物像を描くことができなかったと考えられている。

## 批判

### ジョヴァンニ・バッリオーネ
画家であり、カラヴァッジョのライバルであったジョヴァンニ・バッリオーネは、『バッカス』の人物は実際にはカラヴァッジョの自画像であると信じていた。バッリオーネは、カラヴァッジョが作品を描いている間、自分の前に鏡を置いていたと主張している。バッリオーネは、カラヴァッジョに追随し、その様式を擁護し、さらには模倣しようとした芸術家や芸術鑑賞者のグループであるカラヴァッジョ派の一人であると考えられている。バッリオーネはカラヴァッジョの様式を模倣したが、カラヴァッジョを嫌っており、辛辣なカラヴァッジョの伝記さえ書いた。二人の芸術家はお互いを嫌悪し、常にお互いの行動を不適切だと非難していた。バリオーネの憎しみは嫉妬によるものであったため、カラヴァッジョはモデルなしでは肖像画を描くことができないと非難したと考えられている。バッリオーネは、カラヴァッジョには完璧な存在を想起して、カンヴァスに移す才能がなかったと主張していた。

## 他のバージョン

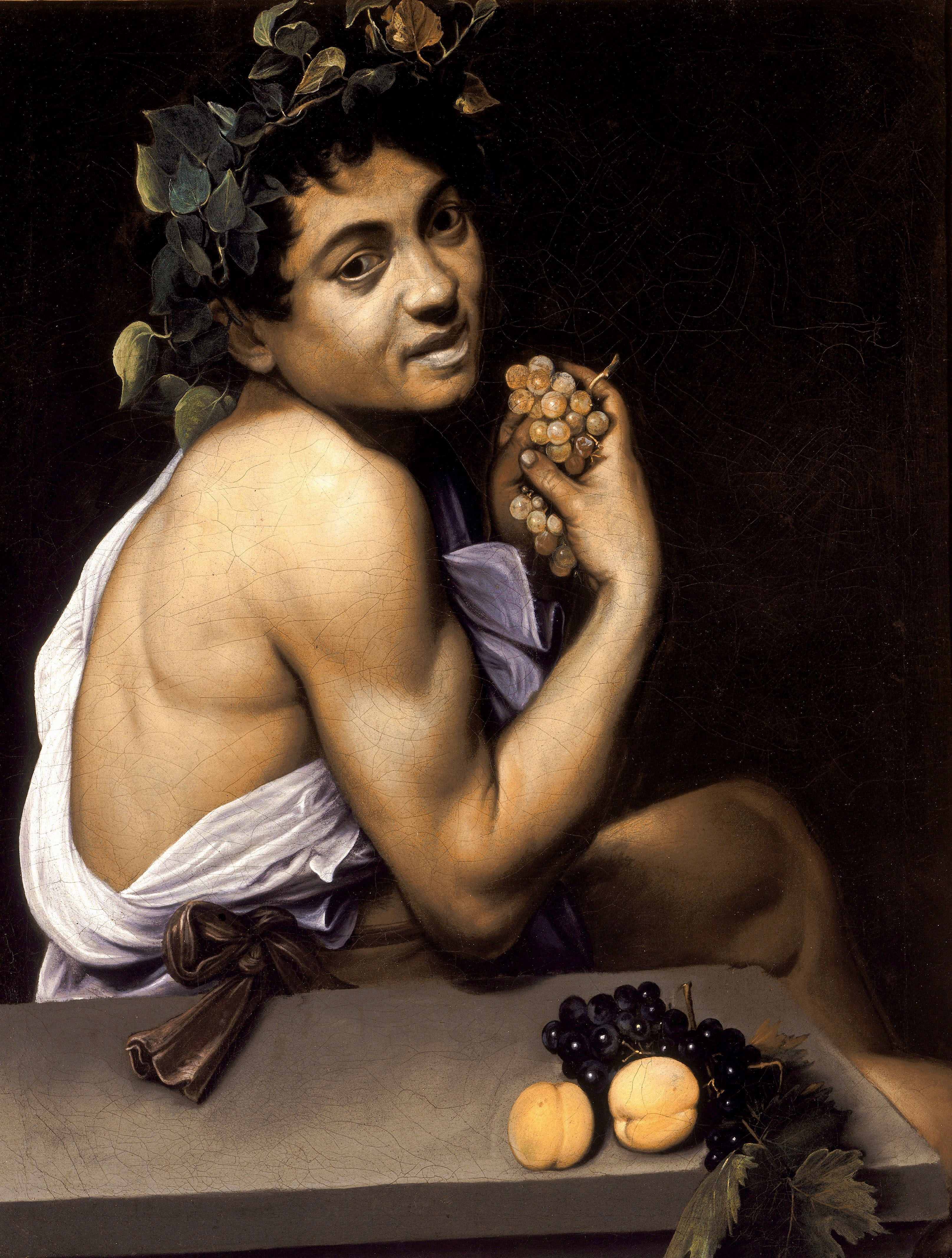
『病めるバッカス』(1593年頃) ボルゲーゼ美術館 (ローマ)

『病めるバッカス』（1593年頃）は、ボルゲーゼ家のためにカラヴァッジョによって制作された『バッカス』の別のイメージである。この肖像画のモデルも、『バッカス』（1596年頃）と同じモデルであると考えられている。後のバージョンとは異なり、『病めるバッカス』の皮膚は黄疸のように見え、その身体は鑑賞者から離れた位置にある。やはり、モデルがカラヴァッジョ自身なのか、弟子のマリオ・ミンニーティなのかは不明である。『病めるバッカス』は、カラヴァッジョのテネブリズムへの関心を示している。人物がスポットライトの下にあるように見える一方、背景は暗いままであり、ドラマチックな効果を生み出しているため、鑑賞者は必然的に画面の一つの側面にフォーカスすることになる。後の『バッカス』とは異なり、ここでの描写は滅びゆく退廃ではなく、滅びゆくバッカス自身に焦点を当てている。